# Manuel Campo Vidal
Manuel José Campo Vidal (Camporrells, Huesca, 30 de marzo de 1951) es un periodista y presentador español de televisión, directivo en medios de comunicación, sociólogo e ingeniero técnico industrial.

## Biografía
Es licenciado en periodismo por la Universidad Autónoma de Barcelona e ingeniero técnico industrial por la Universidad Politécnica de Cataluña. También estudió sociología en la Escuela de Estudios Superiores en Ciencias Sociales (París) y se doctoró en sociología (Economía Aplicada) por la Universidad Complutense de Madrid.  
Publicó con el nombre Manuel J. Campo hasta finales de los años 70.
Está casado desde el 24 de julio de 1998, con la periodista María Rey.
Sus primeras relaciones con el periodismo profesional fueron en 1972 con el diario Tele/eXprés de Barcelona, periódico del que llegaría a ser subdirector.
En 1983 asumió la subdirección del Telediario 2 de TVE, convirtiéndose también en su presentador, primero en solitario y, entre 1985 y 1987 junto a Concha García Campoy. Paralelamente, dirigía y presentaba también el informativo Punto y aparte, que pretendía acercar la noticia al telespectador, desde una perspectiva poco tradicional.
En los siguientes años se incorpora a la Cadena SER de radio, donde presenta y dirige el espacio Hora 25.
En 1992 fichó por la cadena de televisión Antena 3, en un momento en el que, tras el cambio en el accionariado de la misma, se procedió a renovar sus informativos. De este modo, Manuel Campo pasó a presentar y dirigir el informativo diario Antena 3 Noticias, hasta 1993. Paralelamente, ocupó varios cargos directivos en la cadena. Fue director de antena en 1992; entre 1993 y 1994 fue el responsable de la creación del Antena 3 Internacional y de 1995 a 1997 fue vicepresidente de Antena 3.
Durante esta etapa, concretamente el 24 de mayo de 1993 fue el moderador del primer debate cara a cara de la historia de la televisión entre los dos aspirantes a la presidencia del Gobierno de España, José María Aznar y Felipe González, llegando a alcanzar una audiencia de 9,6 millones de espectadores.
Posteriormente fue fundador y presidente de la Audiovisual Sport S.L., sociedad gestora de derechos de retransmisiones deportivas. 
A partir de 2003 presenta el programa Generación XXI, emitido primero por varios canales autonómicos (Canal Sur, ETB, Castilla-La Mancha Televisión y Televisión de Canarias) y desde 2006 en su versión catalana por Betevé y la Xarxa de Televisions Locals de Cataluña. En 2008, también en la televisión local Betevé presentó el programa El somni de Barcelona.
En 2006 fue elegido Presidente de la Academia de las Ciencias y las Artes de Televisión de España sustituyendo a Ignacio Salas. Fue sustituido en diciembre de 2018 por María Casado.
En 2008 fue elegido para moderar el primer cara a cara electoral entre José Luis Rodríguez Zapatero y Mariano Rajoy, organizado por la Academia de la Televisión, que tuvo lugar el 25 de febrero de ese año.
En 2011 presentó el programa Los anuncios de tu vida, en Televisión Española
Fue elegido para moderar el primer cara a cara electoral entre Alfredo Pérez Rubalcaba y Mariano Rajoy, organizado por la Academia de la Televisión, que tuvo lugar el 7 de noviembre de 2011 y retransmitida por 20 canales televisivos.
Socio n.º17 de la S. D. Huesca desde 1984.
Fue elegido para moderar el primer cara a cara electoral entre Pedro Sánchez y Mariano Rajoy, organizado por la Academia de la Televisión, que tuvo lugar el 14 de diciembre de 2015. Hasta esa fecha, fue el único periodista que había moderado al menos un debate, en todas las elecciones en las que se realizaron debates entre los dos candidatos principales a la presidencia del Gobierno, es decir, de los partidos más votados, concretamente en 1993, 2008, 2011 y 2015. Ese debate sería el último que moderase en su trayectoria profesional.
Es director general y consejero delegado de la productora Lua Multimedia, presidente de la escuela de negocios Next International Business School, donde dirige el Máster en Comunicación Avanzada y Marketing Digital, y director del Instituto de Comunicación Empresarial.

## Premios
Cuenta con un Premio Ondas (en 1989) por su labor al frente del programa Punto y aparte, así como dos TP de Oro, correspondientes a 1985 y 1986 como Mejor presentador, coincidiendo con su paso por Telediario.
Distinción Emilio Castelar (2011) por su eficacia comunicativa, galardón que otorga el Ayuntamiento de Cádiz.
- 2020 Premio Iris Especial a toda una vida (Academia de las Ciencias y las Artes de Televisión de España)

## Obras

### Periodismo de investigación
- Información y Servicios Secretos en el atentado al Presidente Carrero Blanco.

### Sociología de la Comunicación
- ¿Por qué los españoles comunicamos tan mal? 2008, Plaza y Janés.
- ¿Por qué los profesionales no comunicamos mejor? 2011, RBA.
- Simplemente María y su repercusión entre las clases trabajadoras.
- Confidencias: La TV por dentro. Muchnik Editores, Barcelona, 281 pp, 1985.
- La Transición Audiovisual Pendiente.

### Sociología política
- El PSUC i l'eurocomunisme 1981, Editorial Grijalbo.
- La España que hereda Felipe González 1982, Editorial Argos.